# 井上ジョナサン
井上 ジョナサン（いのうえ ジョナサン、1987年〈昭和62年〉5月3日 - ）は、日本のプロバスケットボール選手。東京都立川市出身。ポジションはガード。

## 来歴
バンス・グランビル・コミュニティカレッジからbjリーグの東京アパッチとアーリーチャレンジ契約を結ぶが、出場機会がないまま東日本大震災の影響で活動休止となってしまった。その後カナダに渡りチャリティーゲームに参加。
2011年ドラフトでは育成5位で宮崎シャイニングサンズに指名されたが、選手契約に至らず、その後JBL2の兵庫ストークスと契約。
2012年、bjリーグの群馬クレインサンダーズとの契約に合意するも、契約締結には至らず。宮崎シャイニングサンズの通訳・マネージャー兼練習生となった。その後、2012-13シーズン途中、宮崎のヘッドコーチであった北郷純一郎が退任し、アシスタントコーチの佐野公俊がヘッドコーチに昇格したことにより、井上は佐野の後任のアシスタントコーチに就任した。
宮崎シャイニングサンズは経営難のため2012-13シーズンを最後に活動を休止することとなり、井上はつくばロボッツと選手契約を結んだ。つくばでは26試合に出場し37得点をあげた。シーズン終了後、自由契約となった。
2014年12月、つくばロボッツと再契約。
2015年につくば退団。地元立川の3x3チーム「TACHIKAWA DICE」に加入した。